# Средњовековни град Сребрница
Средњовековни град Сребрница се налази у атару Страгара, насељеног места на територији града Крагујевца. Представља непокретно културно добро као споменик културе, решењем Завода за заштиту споменика културе Крагујевац број 95/1 од 19. марта 1969. године, а категорисан за културно добро-споменик културе од великог значаја 21. јула 1983. године Сл. Гл. СРС број 28.
Сребрница је стара тврђава на западним обронцима Рудника. У време после Косовског боја (крајем XIV века) била је седиште војводе Николе Зојића, о чему сведочи запис из 1398. године. На државном сабору који је у њој одржан 1426. године, деспот Стефан Лазаревић (кнез 1389—1402, деспот 1402—1427) је за наследника одредио свог сестрића Ђурђа (1427—1456).
Највероватније је служила као заштита неком од рудника сребра по чему је и добила име. Остаци средњовековног града који је у народу познат као „Кулина“ налазе се на узвишењу северне стране Рудника, на десној обали речице Сребренице, притоци Јасенице у атару села Страгари (Крагујевац). Град је у рушевинама и има неправилан потковичасти облик. Нешто боље је очувана донжон кула квадратне основе на источној страни. Саграђена је од ломљеног шкриљца, а отвори и нише од притесане сиге. Зидови куле су очувани у висини до 10 m. На западној страни града некада су били видљиви трагови зида. Највероватније да овај град потиче из XIV века и везује се за име војводе Николе Зојића који се помиње 1395. падом под турску власт.
Према дубровачким списима у новом граду су се састали деспот Стефан и Ђурђе Бранковић. Половином XV века град је изгубио свој стратешки значај. Истраживања нису вршена. Локалитет је увршћен у категорију споменика културе Србије од великог значаја (Службени гласник СРС 28/83). Град вероватно потиче из XIV века. Пуни процват, град доживљава у првим деценијама XV века. Констатин Јиричек у својој „Историји Срба“ наводи да је деспот Стефан у време летњих жега радо боравио „ин Сребрница де Рудниц“, док на другом месту, исти аутор, наводи „често је деспот долазио у новостечену престоницу Сребрницу, онда је 25. јула 1426. године ратификован мир са Млецима“. Ова задња реченица највише говори о значају Сребрнице у деспотово доба. Највиши домет града је свакако био сабор из 1426. године, на ком је Деспот Стефан прогласио Ђурђа Бранковића за свог наследника. У њој је деспот Ђурађ и окончао свој живот.